# Serra Nova Dourada
Serra Nova Dourada is een gemeente in de Braziliaanse deelstaat Mato Grosso. De gemeente telt 1.447 inwoners (schatting 2009).